# Надеваев, Пётр Антонович
Пётр Антонович Надеваев (20 января 1910 — 12 февраля 1979) — наводчик 76-мм орудия 128-го гвардейского артиллерийского полка (57-я гвардии стрелковая дивизия, 8-я гвардейская армия, 1-й Белорусский фронт), гвардии старший сержант.

## Биография
Родился 20 января 1910 года в станице Богоявленская ныне Константиновского района Ростовской области.
В 1935—1937 годах проходил действительную службу в Красной Армии. В июне 1941 года был вновь призван в армию. В боях Великой Отечественной войны с июля 1942 года. Воевал в артиллерии.
13 мая 1944 года старший сержант Надеваев Пётр Антонович награждён орденом Славы 3-й степени. 5 мая 1945 года старший сержант Надеваев Пётр Антонович награждён орденом Славы 2-й степени.
Указом Президиума Верховного Совета СССР от 15 мая 1946 года за образцовое выполнение заданий командования старший сержант Надеваев Пётр Антонович награждён орденом Славы 1-й степени. Стал полным кавалером ордена Славы.
После демобилизации в 1945 году возвратился в родную станицу. Работал в колхозе трактористом, механизатором. Скончался 12 февраля 1979 года.